# Europe meets Asia in Contemporary Dance

Le festival Europe Meets Asia in Contemporary Dance est un festival de danse contemporaine. Ce festival est une valorisation des danses des pays participants à ce festival international.

## Histoire
Le festival international de danse contemporaine est une initiative des instituts culturels nationaux de l'Union européenne (EUNIC) en collaboration avec le Vietnam National Opera and Ballet et avec l'Institut Goethe le théâtre de la jeunesse vietnamienne et l'opéra-ballet de Hô Chi Minh-Ville. Ce festival commença en 2011. En 2016 L'Institut Goethe d'Allemagne qui est l'organisateur du festival démontra ses meilleurs œuvres de danses contemporaine allemand, japonais, français, israélien, vietnamien.
Les laveries haïrienne, fruit du partenariat entre les chorégraphes allemandes Riki von Falken et la vietnamienne Nguyen Trinh Thi (en) au levé de rideau a l'Opéra municipale. Le circ, la comédie et la tragédie sont les caractéristiques de leur danse. Karine Ponties participante au premier festival en 2011 nous revient en 2016 au Vietnam avec la collaboration de l'Opéra-ballet et le Vietnamien dans le titre sur le rivage.
La sixième édition du festival contemporain de danse à eu lieu à Hanoï et regroupe des danseurs de différents pays comme l'Allemagne, le Japon, le Vietnam et Israël. Les danseurs allemands en collaboration avec la chorégraphe vietnamienne Trấn Ly Ly présentent deux pièces intitulées oui oui et non non avec l'autre maison opéra-ballet de Hô Thi ville.